# Château du Carmine
Pour les articles homonymes, voir Carmine.
Le château du Carmine était un château situé dans la ville de Naples dans le sud de l'Italie. Il faisait partie des fortifications construites par les Espagnols sous le règne du Vice-roi Pierre Alvarez de Tolède au milieu du XVIe siècle pour entourer la ville. Il se trouvait alors au coin sud-est de ces fortifications.
Le château a eu un rôle important dans l'histoire de la ville notamment lors de la République parthénopéenne contre le retour des forces royalistes de Ferdinand Ier des Deux-Siciles.
Le château a été détruit en 1900 pour laisser la place à une route construite le long du port et de la mer. Il n'en reste que les vestiges de deux tours aujourd'hui.